# Joan Bada i Elias
Joan Bada i Elias (Barcelona, 21 de maig de 1937 - Barcelona, 20 de desembre de 2017) va ser un sacerdot, historiador i professor català.

## Biografia
Després de formar-se al Seminari de Barcelona va ser ordenat sacerdot diocesà el 1959. Va rebre estudis i es doctorà el 1970 en Història Eclesiàstica a la Universitat Pontifícia Gregoriana de Roma, i el 1984 en Filosofia i Lletres-secció Història a la Universitat de Barcelona, sent guardonat amb el premi extraordinari de doctorat. Precisament a la Universitat de Barcelona exerciria més endavant com a professor d'Història Moderna, i a la Facultat de Teologia de Catalunya, com a professor titular d'Història Moderna i Contemporània. Com a historiador es va encarregar d'organitzar les primeres edicions del Congrés d'Història Moderna de Catalunya durant els anys 80, i el Congrés d'Història de l'Església de Catalunya el 1993.
En l'àmbit eclesial, durant l'etapa del cardenal Narcís Jubany a Barcelona, va exercir diverses responsabilitats, arribant a ser degà de la Facultat de Teologia de Catalunya entre els anys 1972 i 1978, i Delegat episcopal d'Ensenyament i Catequesi de l'arquebisbat de Barcelona entre 1973 i 1984. Aquesta darrera responsabilitat la va exercir durant els anys en què es va revisar l'ensenyament de religió a les escoles amb l'arribada de la democràcia i es va convertir en una assignatura optativa. Precissament, les seves fermes conviccions amb relació a aquest tema van provocar maldecaps a la burocràcia eclesial. Bada va proposar la creació d'una assignatura obligatòria de cultura religiosa, de caràcter aconfessional, en els centres escolars, a canvi de retirar la de religió catòlica. La matèria no havia de cenyir-se a la doctrina catòlica ni a la censura eclesial. Agnòstics, ateus, jueus, musulmans, protestants o catòlics podien accedir a la docència de la matèria mitjançant títol universitari acreditatiu i sense sedàs episcopal, tal com succeeix ara amb la matèria de religió catòlica. La seva gosadia conciliar li va costar una fulminant destitució.
Fou cap de redacció de la revista Analecta Sacra Tarraconensia, revista degana de les publicacions d'estudis històrics en llengua catalana, entre els anys 1968 i 1975, i membre del consell de redacció de diverses publicacions, com Pedralbes. Revista d'Història Moderna, Afers. També va col·laborar amb la revista Dialogal, quaderns de l'associació UNESCO per al diàleg i amb Gran Enciclopèdia Catalana. Va ser membre del consell assessor de la col·lecció “Clàssics del Cristianisme”, distingida amb la Creu de Sant Jordi de la Generalitat de Catalunya el 1998. Al mateix temps va ser bibliotecari de la Biblioteca Pública Episcopal del Seminari de Barcelona entre els anys 1969 i 1971. El 1970 va representar a Espanya a la C.I.H.E.C. (Commission Internationale d'Histoire et d'Etudes du Christianisme) en el Congrés de Ciències Historiques de Moscou.
En la darrera etapa de la seva vida va destacar com una veu crítica amb els estaments eclesials, exigint una renovació més profunda de l'Església. Va donar suport a diverses iniciatives que reclamaven la incorporació de la dona en els ministeris eclesials, una desclericalització del govern de l'Església, o l'aproximació ecumènica més intensa amb la resta de confessions cristianes. De fortes conviccions catalanistes, va reivindicar un compromís nacional més clar de l'episcopat català.
Durant els darrers va viure a la residència per a capellans de l'arquebisbat de Barcelona, apartat de la vida pública pel seu delicat estat de salut. Un any abans del seu decés va veure morir el seu germà Miquel Bada, també capellà diocesà. Joan Bada va morir el 20 de desembre de 2017 a la Residència Sant Josep Oriol de Barcelona, després de diversos anys de patir una llarga malaltia.

## Publicacions[8][6]
- Situació religiosa de Barcelona en el segle XVI (1970)
- El Seminari Conciliar de Barcelona 1868-1982 (1983)
- L'Església de Barcelona en la crisi de l'antic règim 1808-1833 (1986)
- Guerra civil i Església catalana (1987)
- Catalònia religiosa: Atles històric: dels orígens als nostres dies, amb G. Samper (1991)
- La Inquisició a Catalunya, segles XIII-XIX (1992)
- Reptes de la Teologia en el tombant del Mil·lenni (1999)
- Història del Cristianisme (2000)
- Il clericalismo e l'anticlericalismo (2000)
- Història del cristianisme a Catalunya (2005)
- Història del cristianisme (2006).